# Paul Alexander Zino
Paul Alexander Zino (9 février 1916 - 3 mars 2004) était un ornithologue portugais qui a donné le nom vernaculaire anglais du Pétrel de Madère (Pterodroma madeira) : Zino's Petrel.

## Biographie
Zino est né à Madère, mais a étudié en Angleterre au St. Edmund's College de Ware. En 1963 il prend part à une expédition aux Îles Selvagens. Il y retourne en 1967, y construit une maison et étudie sur place le Puffin cendré (Calonectris diomedea). Ces travaux ont conduit à protéger l'espèce et à inclure l'île dans le parc naturel de Madère en 1986.
Zino a également visité les îles Desertas, y étudiant le Pétrel gongon (Pterodroma feae). Cela a conduit à s'intéresser au plus petit Pétrel de Madère, qui a été découvert sur l'île éponyme en 1903. Zino entreprend de localiser la colonie restante de cet oiseau en voie d'extinction, et de la protéger.